# Oleksandriwka (Bilhorod-Dnistrowskyj)
Oleksandriwka (ukrainisch Олександрівка; russisch Александровка Alexandrowka, rumänisch Alexandreni) ist ein Dorf im Budschak, dem südlichen Teil Bessarabiens im Südwesten der ukrainischen Oblast Odessa mit etwa 1800 Einwohnern (2001).

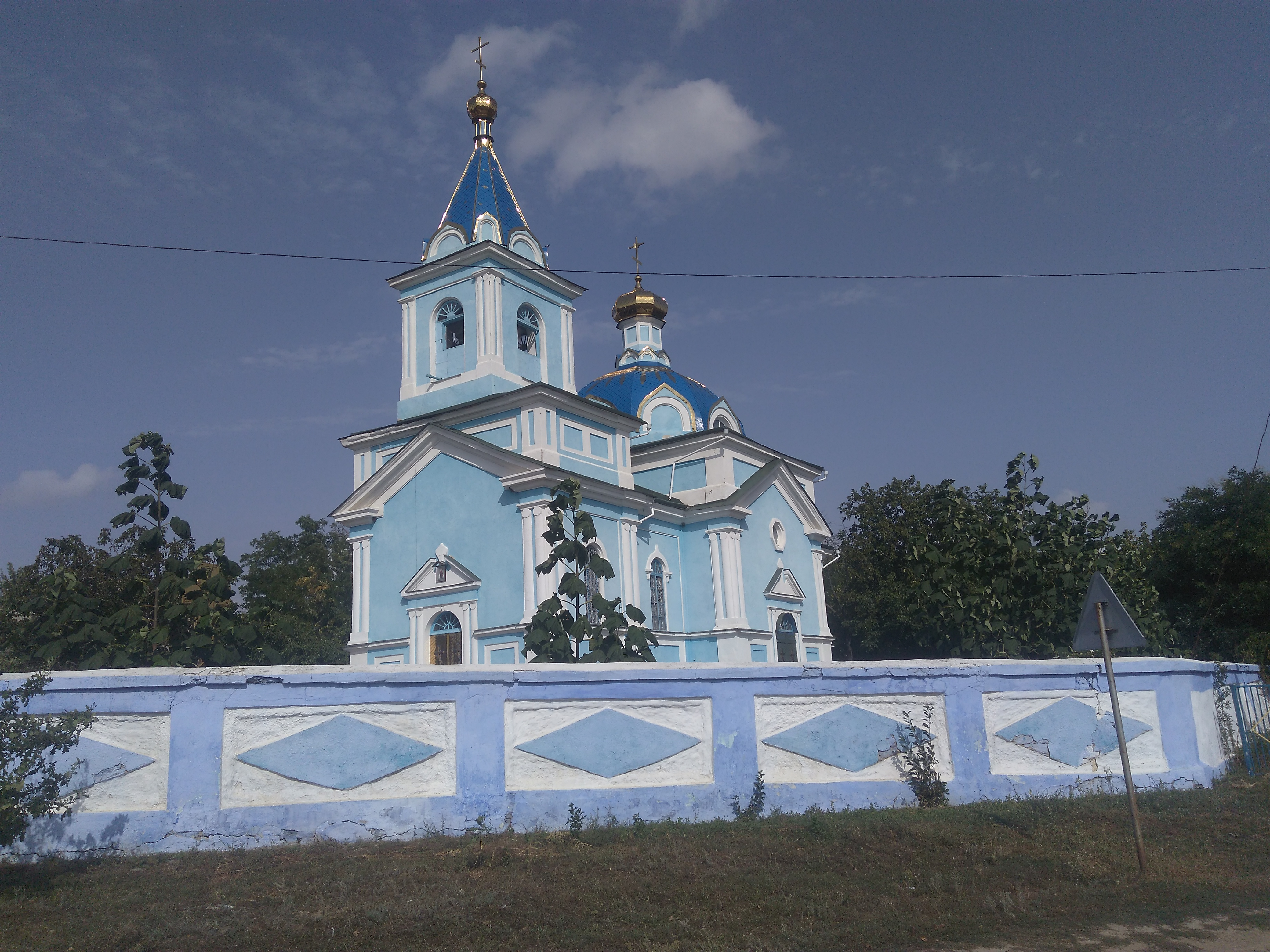
Kirche im Ort

Das 1923 gegründete Dorf bildet eine eigene Landratsgemeinde im Nordosten des Rajon Bilhorod-Dnistrowskyj unmittelbar an der Grenze zur Republik Moldau.
Das ehemalige Rajonzentrum Tarutyne liegt etwa 60 km südwestlich und das Oblastzentrum Odessa liegt etwa 140 km östlich des Dorfes.
Am 12. Juni 2020 wurde das Dorf ein Teil der Landgemeinde Petropawliwka; bis dahin bildete es die Landratsgemeinde Oleksandriwka (Олександрівська сільська рада/Oleksandriwska silska rada) im Norden des Rajons Tarutyne.
Seit dem 17. Juli 2020 ist sie ein Teil des Rajons Bilhorod-Dnistrowskyj.